# Aprenentatge basat en el joc

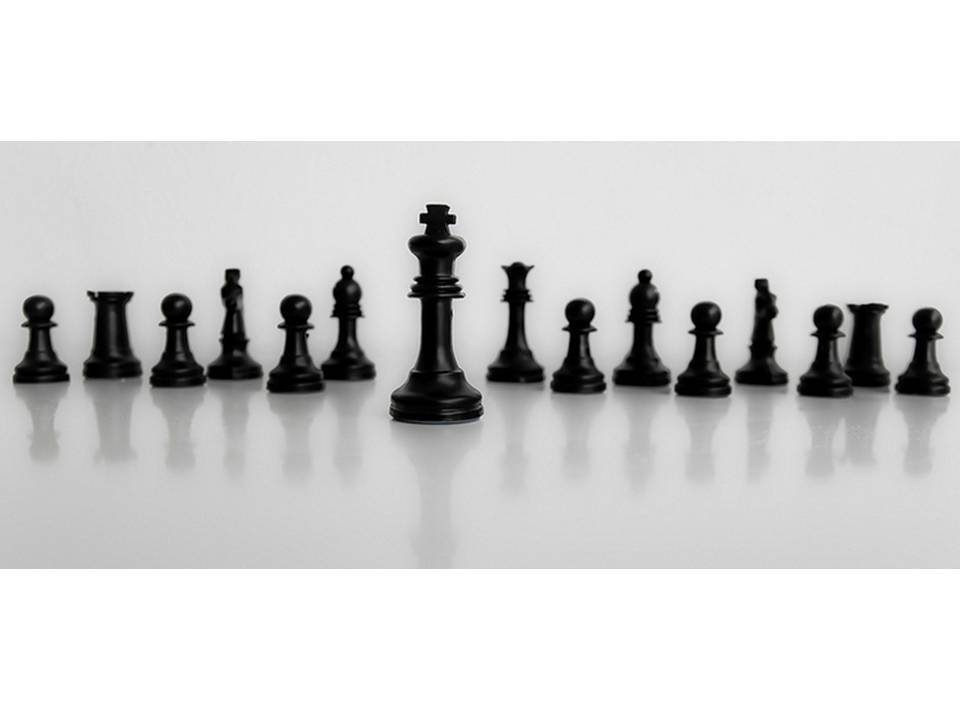
L'aprenentatge basat en els jocs no és un concepte nou: un exemple clar en són els escacs.

L'aprenentatge basat en el joc (en anglès Game-Based Learning (GBL)) es fonamenta en l'ús de jocs educatius per tal de millorar la motivació i adquisició de coneixements i competències per part dels alumnes en el seu procés d'aprenentatge. En particular, es refereix a jocs digitals o de natura computacional tot i que també inclou els tradicionals, amb la finalitat de donar suport a l'educació, l'aprenentatge i/o l'avaluació. Es considera […] una manera eficaç per a motivar els estudiants i participar en experiències d'aprenentatge actiu (Charlier, Ott, Remmele & Whitton, 2012).
Aquest aprenentatge està classificat com una branca dels jocs que s'ocupa d'assumir els objectius d'aprenentatge des d'altres entorns. Aquests estan dissenyats amb la finalitat d'equilibrar les aules, donant estratègies innovadores que potenciïn la capacitat de l'aprenent-jugador i al mateix temps li permeti resoldre problemes de la seva realitat.
L'aprenentatge basat en jocs s'exposa com un enfocament de l'ensenyament on els estudiants desenvolupen els aspectes rellevants dels jocs des de la incorporació d'un document d'aprenentatge dissenyat pels educadors. Els mestres i els estudiants treballen en equip amb la finalitat d'afegir profunditat i perspectiva a l'experiència d'interacció amb el joc. Aquests avenços han format una nova concepció del que són les experiències educatives permetent la construcció d'aprenentatge a través de jocs, inclòs els jocs interactius.
Per tant, estem parlant de més que jocs amb l'única finalitat de divertir. Es tracta d'una eina per a donar suport i potenciar l'aprenentatge. Partint d'això, es pot establir com una pràctica situada, on els jugadors avancen en les dinàmiques del joc evidenciant unes habilitats, coneixements i competències i mostren l'abast dels objectius d'aprenentatge.

## Origen del concepte
Durant les darreres dècades, s'han trobat grans avenços en allò referit al joc com a estratègia d'aprenentatge. Són evidents els beneficis descoberts, des del desenvolupament cognitiu de l'educació fins al foment de les seves habilitats socials, tals com: la comunicació, el treball col·laboratiu, la resolució de problemes i el desenvolupament del pensament crític.
Segons Prensky, l'aprenentatge basat en jocs (GBL, de l'anglès) està basat en dues premisses: 
1. Els aprenents han canviat radicalment.
2. Aquests aprenents necessiten ser motivats de diferents maneres.

## Característiques del GBL
Un joc és un sistema on els jugadors s'involucren en un repte abstracte, definit per regles, interactivitat i un feedback, que conclou en un resultat quantificable sovint obtenint una resposta emocional. Hi ha una sèrie de components que tots els jocs comparteixen:
1. Reptes a través dels quals els jugadors han de resoldre el problema proposat.
2. Regles/Normes que proporcionen unes limitacions o llibertats als jugadors.
3. Interactivitat que permet als diferent jugadors anar duent a terme les diferents tasques al joc.
4. Feedback que comporta una sèrie de reaccions entre els jugadors que pot portar a premis o conseqüències negatives.
5. Conflicte que es pot crear entre jugadors o amb el sistema de joc.
6. Objectius que fan referència al resultat desitjat del jugador.
7. Resultat que fa referència a com realment acaba el joc.

D'acord amb Hogle, els jocs tenen unes característiques bàsiques que habitualment inclouen un conjunt de fortaleses físiques o mentals, requerint dels participants el seguiment d'un grup de regles en ordre a la construcció d'un objectiu. Els jocs poden incloure un element d'atzar o fantasia. Un joc implica la competició amb altres, amb un ordinador o amb un mateix.
Per tant, a l'hora d'utilitzar un joc com a eina educativa, s'han de tenir presents aquests components, que l'alumne els tingui clars i incorporar una sèrie de trets que el facin adequat per a treballar més enllà del vessant lúdic. Per dur a terme un aprenentatge basat en el joc, aquest ha de:
- Ser atraient.
- Tenir objectius assequibles i poder incorporar premis o recompenses que ajudin a mantenir la motivació per seguir avançant.
- Tenir un rerefons, una història a seguir o un fil conductor clar.
- Ser vist com un conjunt amb coherència i no com tasques independents a realitzar.

De nou Hogle assenyala que els bons jocs són intrínsecament motivadors i ofereixen la quantitat justa de dificultat. La quantificació d'aquesta dificultat rau en l'elaboració d'un perfil d'usuari en què s'emmagatzemen els coneixements del jugador/aprenent i, per tant, el software ajuda els nivells de dificultat en funció dels guanys o millores que vagi aconseguint l'alumne, evoluciona tant considerant les seves actuacions com les seves decisions.

### Tres trucs per convertir el joc de taula en un aprenentatge[7]
1. Abans de començar, deixeu les normes del joc molt clares als nens. Han de saber com es guanya i com es perd. En cap cas els deixeu guanyar perquè creieu que són petits. Cal que aprenguin a gestionar les seves frustracions. A la vida hi haurà molts moments difícils i no estareu sempre al seu costat per ajudar-los.
2. No jutgeu ni digueu als nens què han de fer durant el joc. El pitjor que els pot passar és que perdin i hagin de tornar a començar. Això forma part de l'aprenentatge prova-error.
3. Opteu per jocs que impliquin un repte i els obligui a prendre decisions. És una forma segura de confortar-los amb la necessitat de decidir i descobrir les conseqüències de les seves pròpies accions.

## Tipus de jocs pel GBL
Les simulacions i els micromóns tenen força similituds funcionals amb els jocs i tots ells poden ser eines de l'aprenentatge, però no han de confondre's. Mentre les simulacions són constituents de versions simplificades de la realitat que difereixen de la seva correlació real, els micromóns també són entorns simplificats, tot i que sovint molt més conceptuals. En definitiva, és un mètode semblant a l'aprenentatge basat en problemes, ja que el docent proposa un seguit de problemes als alumnes que aquests han solucionar.
Els jocs seriosos o formatius són aquells en els quals l'objectiu d'aprenentatge entra dins de l'àmbit de l'educació, sanitat, política pública i comunicació estratègica amb un valor afegit relatiu a la conscienciació o la denúncia social, la política etc. Encara que també poden trobar-se com simulació o entrenament en habilitats complexes o perilloses. En l'àmbit educatiu, el tipus de joc pot variar segons l'assignatura, de manera que el professor té marge per improvisar i demostrar la seva creativitat a l'hora d'elaborar-lo. El seu objectiu és que el joc serveixi d'al·licient perquè els alumnes atenguin més durant la classe i no es distreguin amb massa freqüència.
Si bé es poden utilitzar jocs comercials amb fins educatius, l'aprenentatge basat en jocs assoleix el seu màxim potencial quan el programari lúdic ha estat específicament dissenyat per aconseguir fins educatius. Aquests últims conformen, en sentit estricte, l'entreteniment educatiu (conegut en anglès de forma abreujada com edutaintment) o els jocs educatius que constitueixen autèntiques eines cognitives.
Cooperació, lògica, memòria, estratègia, càlcul, creativitat, llengua, percepció visual, tàctica, presa de decisions… realment són molts els àmbits que es poden treballar amb els jocs de taula, alhora que són una font de diversió i un moment idoni de socialització. Però sobretot, el fet que els infants no es cansen de jugar, ajuda a consolidar l'aprenentatge gràcies a la repetició.
Però no tots els jocs són idonis per aprendre.
Com a exemples d'aquests jocs podem trobar:
- Jocs de càlcul mental

On sumar i restar són un mitjà i no una finalitat. De fet, els nens quan juguen no són conscients de la quantitat de càlculs que fan durant la partida. Aquest tipus de jocs -a més de practicar les matemàtiques- fomenten la concentració, el raonament i la creació d'estratègies mentals, totes capacitats imprescindibles per a resoldre situacions noves.
- Jocs per practicar el llenguatge oral i escrit

Construir paraules, fer definicions o relacionar una imatge amb un so, ajuda a posar en pràctica el vocabulari o l'expressió oral d'una forma molt divertida.
- Jocs de memòria i agilitat visual

Estimular la memòria dels nens té una relació directa sobre el posterior aprenentatge de la llengua i l'escriptura, ja que mitjançant la classificació, l'associació i la repetició, la informació de la memòria a curt termini pot passar a ser dipositada a la memòria de llarg termini.
- Jocs de percepció visual i espacial

Treballen la percepció espacial, les geometries, i el 3D per contribuir al desenvolupament de les capacitats d'orientació dels nens i nenes. Mitjançant el joc s'estimula també la planificació, l'anticipació i control sobre l'activitat, el que suposarà una major capacitat de resolució en un futur.
- Jocs de lògica i agilitat mental

Ajuden als nens a reflexionar sobre els passos a seguir per obtenir un bon resultat. Es tracta de prendre decisions i trobar l'estratègia més adequada, habilitats que seran indispensables en la seva vida adulta.
- Jocs per despertar la creativitat

És un fet que els nens s'enfrontaran diàriament a problemes molt diversos i complexos. En aquest context la creativitat és clau perquè els nens puguin aprendre a raonar i buscar solucions a nous reptes.

## Genealogia del concepte
Una de les primeres referències al joc com a deix característic de l'ésser humà, es troba a l'assaig de Friedrich Schiller Assaig sobre l'educació estètica de l'home, en què defineix l'existència d'un impuls de joc que propicia el desenvolupament de la humanitat. Considera que el joc fa l'home perfecte i no es pot considerar només com un joc.
En el mateix sentit, destaquem l'aforisme del filòsof alemany Friedrich Nietzsche: Maduresa de l'home adult: significa haver retrobat la seriositat que de nen tenia en jugar.
La següent fita es troba a la cèlebre obra de Johan Huizinga Homo Ludens quan parla del joc en termes molt similars als utilitzats per Schiller: El nen juga amb una seriositat perfecta i, podem dir-ho amb ple dret, santa. Però juga i sap que juga. L'esportista juga també amb apassionada seriositat, entregat totalment i amb el coratge de l'entusiasme. Però juga i sap que juga. L'actor s'entrega a la seva representació, al paper que assumeix o juga. Tanmateix, juga i sap que juga. El violinista sent una emoció sagrada, viu en un món més enllà i per sobre de l'habitual i, tanmateix, sap que està tocant o, com es diu en molts idiomes, jugant. El caràcter lúdic pot ser propi de l'activitat més sublim.
El mateix Huizinga fou qui va establir la definició avui ja clàssica del joc: El joc és una acció o ocupació lliure, que es desenvolupa dins dels límits temporals i espacials determinats, segons les regles absolutament obligatòries però lliurement acceptades, acció que té finalitat en ella mateixa i va acompanyada d'un sentiment de tensió i alegria i de la consciència de "ser d'una altra manera" que a la vida corrent.

## Fonaments psicològics
En l'àmbit de l'ensenyament-aprenentatge un dels primers interrogants als quals es van enfrontar els experts va ser: com s'aprèn? Els psicòlegs educatius han propugnat diferents teories que expliquen la manera en què l'ésser humà aprèn al llarg de la seva vida, investigacions en les quals han utilitzat la teoria del desenvolupament cognitiu del psicòleg suís Jean Piaget sobre la naturalesa i el desenvolupament de la intel·ligència humana aplicant-la a l'educació. Per a Jean Piaget el joc constitueix una de les manifestacions més importants del pensament infantil, ja que, a través d'aquest, el nen desenvolupa noves estructures mentals al llarg de les seves diferents etapes educatives. En aquest sentit diferencia entre jocs motors o d'exercici, jocs simbòlics i jocs de regles.

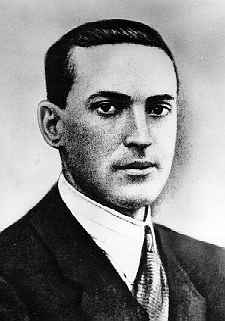
Lev Vygotsky

Lev Vygotski, per la seva part, subratlla que els dos elements que caracteritzen el joc són la circumscripció del joc a una esfera imaginària i l'existència de regles. Ell també classifica els jocs en tres grans grups al llarg de la seva evolució en: jocs amb diferents objectes, jocs constructius i jocs de regles. Així mateix, Vigotski afirma que els jocs constitueixen la font principal de desenvolupament cultural en el nen, i en particular, del desenvolupament de l'activitat simbòlica.
La contribució d'aquests dos autors és de vital importància, ja que el constructivisme és generalment el marc conceptual que guia el disseny d'entorns d'aprenentatge efectius.
Això no obstant, molts investigadors conceptualitzen l'aprenentatge com un constructe multidimensional d'habilitats d'aprenentatge, resultats d'aprenentatge cognitiu, així com coneixement procedimental, declaratiu i estratègic, i actituds. En aquest sentit, destaquen autors com Garris que han desenvolupat models d'aprenentatge basat en jocs a partir del cicle d'aprenentatge descrit per David A. Kolb.
Alguns autors han destacat el valor del conductisme com a marc conceptual adequat per al desenvolupament d'aquest tipus d'aprenentatge, mitjançant la creació de pràctiques basades en l'assaig-error i l'empara la hipòtesi general que l'èxit global de l'experiència resultarà molt més efectiu i motivador. Al fil d'aquesta reflexió, investigadors com Prensky accepten la premissa que l'error obre la porta a l'aprenentatge, però consideren que la seva efectivitat depèn en el fet que l'usuari rebi un feedback apropiat (realimentació positiva) o algun tipus d'ajut contextual quan calgui.
La motivació és un aspecte que els jocs són capaços de potenciar. Es tracta d'un aspecte clau per diversos diverses raons:
- La motivació porta a un augment de l'esforç i energia.[18]
- Augmenta les possibilitats d'iniciar i persistir en una activitat.[19]
- Millora la capacitat d'atenció.[20]
- Millora el rendiment acadèmic.[21]
- Millora la motivació extrínseca i intrínseca.
- Els jocs han demostrat tenir un gran poder motivador. Això es deu a la capacitat dels elements constituents dels jocs-punts, medalles, taules classificatòries, marcs narratius de l'activitat, treball en grups-per atendre les necessitats bàsiques que impulsen l'acció de l'ésser humà: competència, autonomia i pertinença al grup.[22]

## La relació dels GBL amb l'infant
La infantesa és la primera fase de la vida que es caracteritza per la formació global i integral del nen o la nena. És per aquest motiu que la relació dels Game Based-Learning amb l'infant és constant, ja que mitjançant el joc ens estem construint com a persones.

Jean Piaget

Un dels autors que sempre ha parlat de la relació dels GBL amb l'infant és Jean Piaget.
A continuació es mostra la relació entre les diferents etapes de l'infant i les seves característiques:
| Estat de l'infant    | Edat                  | Característiques principals |
| -------------------- | --------------------- | --- |
| Sensorial i motor    | Entre els 0 i 2 anys  | + Experimenta utilitzant el seu propi cos. + Repeteix accions. + Manipula objectes que té a l'entorn. + Desenvolupa jocs d'exercici. |
| Preoperacional       | Entre els 2 i 6 anys  | + Desenvolupament del joc simbòlic. + Exemples: a la cuina, a pares i mares, conductor de cotxes,...                                 |
| Operacions concretes | Entre els 6 i 12 anys | + Desenvolupament del joc per regles.                                                                                                |

No s'ha d'oblidar que el joc és un dels drets de la infància que va ser aprovat per l'Organització de les Nacions Unides el 20 de novembre de 1989 a Nova York.

## Distinció entre el GBL i la ludificació
Avui en dia resulta fonamental conèixer quines són les diferències principals entre la ludificació i l'aprenentatge basat en el joc (GBL), ja que moltes persones tendeixen a confondre aquests termes.
La ludificació, consisteix en aplicar dinàmiques de jocs en entorns que no són lúdics, és a dir, no consisteix en jugar. Es descriu com un enfocament emergent de la instrucció que facilita l'aprenentatge i encoratja la motivació a través de l'ús d'elements del joc, la mecànica i el pensament basat en el joc. El propòsit és involucrar i motivar als alumnes a participar activament en el seu propi procés d'aprenentatge. Per poder ludificar primer s'han d'entendre els diversos elements que componen un joc. Per exemple, la mecànica són les regles i procediments que guien al jugador i la resposta del joc als moviments o accions del jugador. A través dels mecanismes que es creen, es definirà com el joc funcionarà per als jugadors. Existeixen diversos elements del joc que es poden incloure per ajudar a mantenir a les persones involucrades; l'elecció de què incloure ha de ser deliberada, i amb els jocs d'aprenentatge, ha de considerar com cada element recolza el procés d'aprenentatge.
D'altra banda, el concepte de GBL o aprenentatge basat en el joc consisteix en desenvolupar conceptes i continguts que s'han de treballar curricularment a través del joc, en aquest cas, el joc és la clau del procés educatiu. Els jocs d'aprenentatge tenen tant un objectiu de joc com un objectiu d'aprenentatge. A diferència de la ludificació, l'aprenentatge basat en jocs implica un joc real que ajuda a les persones a aprendre.
A continuació, es pot observar una taula la qual estableix una clara diferència entre el joc, la gamificació i l'aprenentatge basat en el joc (GBL):
| JOC                                 | GAMIFICACIÓ                                      | GBL                                           |
| ----------------------------------- | ------------------------------------------------ | --------------------------------------------- |
| L'objectiu és divertir-se           | Conjunt de tasques amb una recompensa establerta | Joc amb uns objectius d'aprenentatge definits |
| Guanyar o perdre forma part del joc | Motivar per a l'aprenentatge                     | Motivar per a l'aprenentatge                  |
| La finalitat és jugar               | El joc és el motor                               | El joc és la recompensa                       |

## Avantatges i inconvenients del GBL
La integració d'activitats lúdiques en el context escolar proporciona gran quantitat d'avantatges, entre els quals destaquen segons Bernabeu i Goldstein els següents:
- Facilita l'adquisició de coneixements i el desenvolupament de capacitats cognitives superiors.
- Dinamitza les sessions d'ensenyament-aprenentatge, manté i augmenta l'interès de l'alumnat davant d'aquestes i augmenta la seva motivació per a l'estudi.
- Fomenta la cohesió del grup i la solidaritat entre iguals.
- Afavoreix el desenvolupament de la creativitat, la percepció i la intel·ligència emocional, i augmenta l'autoestima.
- Permet abordar l'educació en valors, en exigir actituds tolerants i respectuoses.
- Augmenta els nivells de responsabilitat dels alumnes, ampliant també els límits de llibertat.

Pel que fa a l'aprenentatge basat en el joc, aquest comporta una sèrie d'avantatges, així com de desavantatges, que cal tenir en compte a l'hora de seleccionar la metodologia que volem utilitzar per desenvolupar el procés educatiu. Així doncs, a continuació s'exposaran totes aquestes:
 Avantatges:
- L'alumne adopta un paper reflexiu i crític (ja que com que aprèn jugant, si perd ha de ser objectiu, veure perquè ha perdut i cercar estratègies/solucions sobre com evitar-ho la pròxima vegada).
- Els alumnes col·laboren entre ells per resoldre els problemes o conflictes que els sorgeixen (fet molt important a aplicar a la vida quotidiana, saber treballar en equip)
- Els alumnes es tornen autònoms, ja que el docent actua de guia i els ajuda en el qual necessitin però són els estudiants qui resolen els conflictes ells sols o amb l'ajut dels companys
- Dona llibertat als alumnes, que puguin créixer i comprendre (Hunter, J., 2011)[30]

Alguns avantatges que comporta l'aprenentatge basat en jocs són (Bueno, J. A. R., 2016):
- Motiva a l'alumnat
- Ajuda a raonar i a ser autònoms
- Permet l'aprenentatge actiu
- Dona a l'alumne un control del seu aprenentatge
- Fomenta les habilitats socials.
- Proporciona informació útil al professor
- Potencia la creativitat i la imaginació
- Contribueix a l'alfabetització digital

 Inconvenients:
- La formació que necessita el docent per poder educar en un procés d'E-A diferent i basat en el joc
- Dificultat per mesurar i/o avaluar els aprenentatges adquirits

En tot cas hem de recordar que els jocs destinats a l'educació i l'aprenentatge són específics i, per tant, tenen molts més avantatges que inconvenients. D'altra banda, però, si generalitzem el sector veiem que són molts els que han mostrat reserves o assenyalat inconvenients a l'hora de considerar els videojocs com a eines educatives. Generalment es refereixen a la violència, l'addicció, l'aïllament o el sexisme. Tanmateix, no s'han trobat evidències científiques que l'ús d'aquest tipus de jocs desencadeni conductes agressives o patològiques.

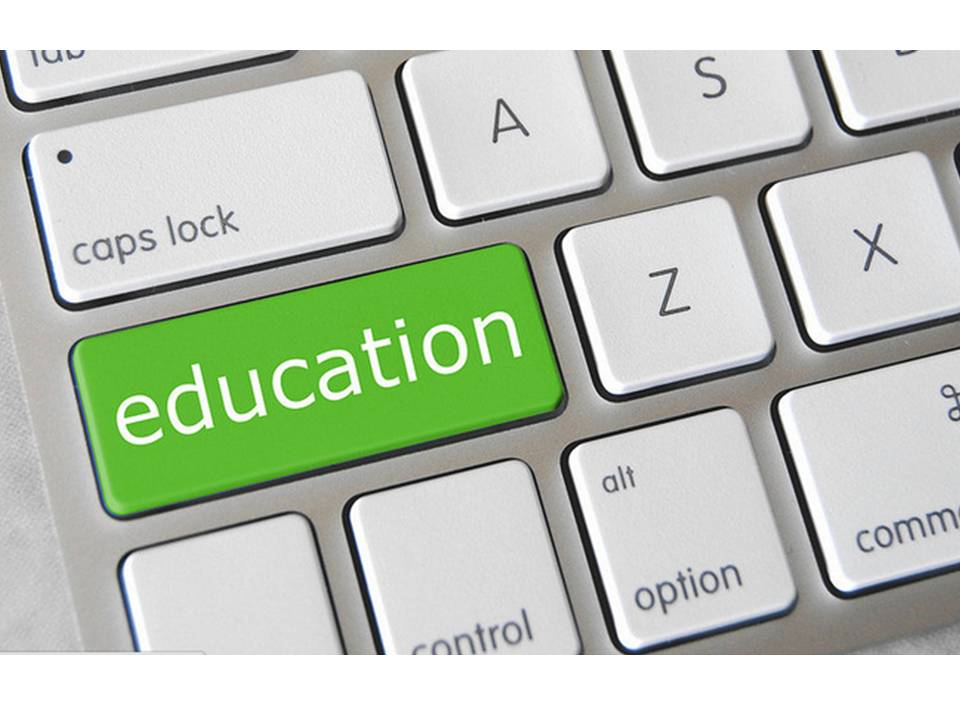
Actualment els GBL estan més presents en format virutal.

L'amenaça d'addicció respon al nombre d'hores emprades en un joc, però aquesta quantitat és molt important en els jocs educatius perquè constitueixen un temps d'instrucció. També poden respondre a què l'alumne es motivi gràcies a la història o eix narratiu en què s'ha contextualitzat l'activitat. A més, la dedicació disminueix progressivament a mesura que el jugador aprèn els conceptes bàsics del joc, explora reptes, etc.
Quant a l'aïllament, si bé es pot jugar en solitari, els jocs preferits per una bona part dels usuaris són aquells en què hi participen diversos jugadors de forma col·laborativa o competitiva, ja siguin presencials o on-line. Fins i tot quan hi ha un sol comandament disponible, és freqüent que els altres jugadors intentin aportar solucions, opinions, etc. generant així un clima de participació.

## Rol del docent
Quan parlem d'aprenentatge basat en jocs és molt important tenir en compte el paper que juga el docent, ja que utilitzant aquesta metodologia centrada en el joc, el docent ha d'actuar de guia o d'orientador del procés educatiu, ja que no es tracta de seguir els mètodes tradicionals sinó d'ajudar els alumnes a trobar les solucions als problemes que existeixen per si mateixos.
El mestre o la mestra, davant del joc com a part de les seves estratègies didàctiques, és desitjable que adopti una posició basada en el següent (Macías, M.2016):
- Ser un facilitador dels processos de construcció de l'aprenentatge que succeeixen en els alumnes en jugar.
- Observar detinguda i analíticament les formes en que cada estudiant s'enfronta als reptes i promoure la integració de tots i totes en el grup de joc.
- Plantejar jocs que garanteixin que l'objectiu d'aprenentatge estigui al centre de la dinàmica.
- Ser oberts i observadors per rescatar aprenentatges que es presenten sense haver-los planejat en el grup i destacar-los.
- Participar en la mesura del possible.
- Divertir-se juntament amb els estudiants.

No obstant, a banda dels avantatges que pot oferir una metodologia basada en jocs i els rols a adoptar prèviament descrits, aquesta encara es troba lluny de ser utilitzada comunament. Algunes de les raons són la falta de polítiques sobre l'aprenentatge a través del joc i sobre la creació de jocs, la falta de temps perquè el professorat es pugui adaptar a la mecànica dels jocs o el fet de no posseir suficients coneixements pedagògics sobre com ensenyar amb ells. Queda clar que la introducció de la innovació fa créixer les exigències pedagògiques, professionals i de control requerides als docents.

## Jocs no digitals i jocs digitals
Actualment, l'aprenentatge basat en jocs es vincula principalment a jocs digitals atès a la revolució tecnològica dels últims anys i a factors com la recerca en aquest sector, la desvinculació que tenen els alumnes actuals amb les metodologies tradicionals i la creixent popularitat i inversió en aquest tipus de jocs. No obstant, també és important reconèixer el valor dels jocs no digitals. De fet, ambdues maneres d'afrontar un aprenentatge basat en jocs són beneficioses i s'han d'observar les seves fortaleses i debilitats per decidir quin joc pot ser més adequat per cada moment.

### Jocs no digitals
El principal avantatge radica en la seva adaptabilitat; són fàcilment modelables a temes, nivells i objectius. A més, l'ús d'aquest tipus de jocs facilita la jugabilitat, ja que no hi ha restriccions per l'ús de la tecnologia, promou la interacció directa entre els participants facilitant el desenvolupament d'habilitats socials i, a l'hora de la creació íntegra d'un joc, el fet de no ser digital permet reduir costos.
Per contra, també trobem algunes debilitats on es destaca el fet de poder considerar-se antiquat pel no ús tecnològic i, per tant, veure's reduïda la motivació de l'alumnat i, sobretot, el caràcter físic dels jocs que fa que es puguin deteriorar amb més facilitat i hagin de ser reemplaçats.
Alguns exemples de jocs no digitals que podem emprar a l'aula són:
- World Peace Game:

Aquest joc és una simulació de política pràctica que ofereix als jugadors l'oportunitat d'explorar la connectivitat de la comunitat global a través de la crisi econòmica, social, ambiental i l'amenaça imminent de la guerra. L'objectiu del joc és traure a cada país de circumstàncies perilloses i aconseguir la prosperitat global amb la menor intervenció militar.
- Rummikub:

Joc de taula que consisteix a ajuntar diferents combinacions de números, amb la finalitat de quedar-se sense fitxes el més prompte possible per guanyar la partida. Aquest joc promou l'interès pel càlcul mental i desenvolupa les habilitats numèriques i l'estratègia.
- Dobble:

Aquest joc de cartes té l'objectiu de trobar l'únic objecte repetit en dues cartes. El nen que el trobi ha de dir el nom de l'objecte trobat. Les cartes tenen temàtiques relacionades amb l'alimentació, la vestimenta, la restauració, el nadal o Halloween, entre d'altres.
- Story Cubes:

Story Cubes posa a prova la imaginació i enginy dels nens. Només cal llençar els nou daus, ordenar-los, construir una història a partir de les imatges que han tocat i no oblidar de començar amb un Vet aquí que…. Cada dau té 6 dibuixos que representen accions, objectes, llocs o animals; per tant són ni més ni menys, que un total de 54 idees per crear un conte col·lectivament o per torns. El llenguatge visual és tan universal que els nens, des de ben petits i sense haver de llegir, poden interpretar els conceptes amb facilitat.
- Time’s up kids:

En aquest joc de cartes cooperatiu es competeix en grup contra el temps. Cal esbrinar els objectes, animals o professions representats a les cartes d'almenys tres formes diferents. A la primera ronda cada jugador agafa una carta i ha de descriure-la. La resta de jugadors l'ha d'endevinar. A la segona ronda, cal barrejar de nou les mateixes cartes i descriure la carta amb només una paraula. A la tercera ronda cal fer gestos i si encara us sobren minuts, podeu aventurar-vos a una quarta ronda identificant la carta amb un so, cançó o soroll. El joc es pot jugar en diferents idiomes.

### Jocs digitals
La principal fortalesa és el mitjà utilitzat atès que l'alumnat actual se sent més còmode en ell, s'involucra més i pot ser educat d'una manera que encaixa amb els seus processos d'aprenentatge i el seu llenguatge. I, per descomptat, permet la millora de la competència digital de l'alumne. A més, en ser una tendència a l'auge, el ventall que aquests jocs ens ofereixen comença a ser realment gran.
No obstant, s'ha de tenir present el temps extra que un joc digital necessita pel que fa a la preparació del docent i a la familiarització dels alumnes amb la tecnologia emprada i s'ha de vigilar amb la possibilitat d'addiccions a la tecnologia i la falta d'interacció cara a cara. Finalment, si posem el focus en jocs digitals existents, ens trobem amb la dificultat de poder-los customitzar i adaptar a les necessitats dels alumnes i, en cas contrari, si es pretén dissenyar un joc íntegrament, aquest serà costós així com els aparells necessaris pel seu ús.
Com a exemples de jocs digitals trobem:
- iCivics:

Aquest joc involucra els estudiants a ser candidats a la presidència, advocats o jutges, amb la finalitat de conèixer, en un entorn significatiu, la política americana.
- Broken Co-Worker:

Projecte per tractar l'assetjament sexual en el treball. Consisteix en un simulador on l'alumne ha de prendre-hi una sèrie de decisions, amb la finalitat que el/la cap no l'hi despatxi.
- Minecraft Education Edition:

Versió basada en el Minecraft original específicament dissenyat per al seu ús en les aules i en el món de l'educació, que permet als docents ensenyar matèries no sols tecnològiques, sinó també científiques, històriques, artístiques o relacionades amb el llenguatge i que, a més, potencia la resolució de problemes, la creativitat i la col·laboració i treball en grup.
- Sim City Edu:

Versió educativa del mític joc Sim City. Els usuaris, exercint el rol d'alcaldes, han d'afrontar el desafiament de la contaminació ambiental i alhora que tots els ciutadans s'hi sentin a gust i feliços.
- World Warcraft in school:

És una versió educativa del videojoc de rol multijugador. Dins d'aquest, el docent pot crear missions i tasques amb la finalitat que l'alumne explori tot allò que li interessa al docent, com per exemple la flora i fauna d'un determinat lloc.
- Portal 2:

És un videojoc de lògica i ciència-ficció, que conté un mode cooperatiu, on el jugador ha de resoldre diferents missions per superar una sèrie de nivells i accedir al següent.

## Aprenentatge col·laboratiu recolzat en videojocs
Es pot assumir que jugar és una de les activitats més divertides en termes generals. Els jocs promouen el desenvolupament general perquè permet provar les regles i actituds socials, les capacitats i limitacions. A conseqüència de l'avanç de les TIC, els videojocs s'han convertit en la nova forma d'aprendre jugant.
Els videojocs poden ser eines educatives excepcionals i agreguen diversos avantatges al procés d'aprenentatge: obtenir l'èxit acadèmic i les habilitats cognitives, incrementar la motivació perquè el procés d'aprenentatge sigui més fàcil i també millorar l'atenció i la motivació oportuna per l'alumne.
La introducció de la col·laboració i la competència entre jugadors en jocs educatius ofereix als jugadors una experiència d'aprenentatge més rica en la qual el jugador no solament aprèn del joc, sinó també a través d'altres jugadors que interactuen. La introducció del suport per al joc col·laboratiu pot compensar i a més fer de l'aprenentatge una experiència més social, a més, és possible combinar l'aprenentatge col·laboratiu per proporcionar un nou tipus de jocs educatius.
Un dels principals desafiaments en desenvolupar jocs educatius és que el major valor educatiu s'obté dels jocs desenvolupats per a un tema específic. Els videojocs col·laboratius milloren les capacitats d'aprenentatge perquè la col·laboració, contempla una sèrie de competències com són la interdependència positiva, responsabilitat individual, interacció grupal, habilitats socials i autoanàlisis grupal.
Existeix un augment en l'aprenentatge quan es realitzen pràctiques educatives col·laboratives en un ambient d'un videojoc, perquè en realitzar dinàmiques educatives en les quals el recurs educatiu principal és un videojoc, els alumnes han de col·laborar sigui dins o fora del videojoc per a la realització d'activitats d'aprenentatge. En aquest sentit, els centres educatius s'han anat adaptant progressivament a les noves demandes socials, introduint de millores tecnològiques que no només es limiten a una aula amb ordinador, sinó per dissenyar dinàmiques de treball que inclouen l'ús de plataformes d'aprenentatge, com són els videojocs didàctics.

## GBL a l'Educació Primària
Dins l'àmbit de l'educació primària, l'aprenentatge basat en jocs és uns dels aspectes a tenir més en compte, ja que a través d'aquest els alumnes es motiven i s'engresquen dins el procés d'ensenyança - aprenentatge. A més, el GBL o aprenentatge basat en jocs ajuda molt a aquells alumnes que pateixen TDAH (Trastorn per Dèficit d'Atenció amb Hiperactivitat), de fet, cada vegada són més els alumnes diagnosticats d'aquest trastorn. A través del GBL, es pot aconseguir que aquest tipus d'alumnat s'engresqui més en la tasca a realitzar i es motivi per desenvolupar el procés educatiu en unes condiciones favorables, cosa que amb els mètodes tradicionals no és tan fàcil d'arribar-hi, ja que l'alumnat no se sent gent motivat per l'aprenentatge.
Els nens amb TDAH necessiten sentir-se involucrats en les activitats que realitzen. D'aquesta manera poden sentir-se motivats, ja que es disminueix la probabilitat que es desconnectin (Hallowell, E., Ratey, J., 2011).
El joc en els alumnes d'infantil i primària causa un gran impacte i els crida l'atenció a grans nivells. Per aquest motiu, dur a terme un aprenentatge que estigui centrat en el joc dona lloc a millores positives cap al desenvolupament integral dels alumnes.
És evident que aquesta metodologia rescata el component social del joc per potenciar habilitats socials, valors culturals i socials, a més de desenvolupar el pensament crític (Gros, B.,2000).
Així doncs, algunes de les relacions que es poden establir entre l'aprenentatge basat en jocs a l'educació primària i algunes intel·ligències com la logicomatemàtica, la naturalista i la lingüística són: que la metodologia del GBL permet plantejar activitats d'ordenació, classificació, mesura, etc., utilitzant alguns videojocs, que pels seus continguts, temàtica i manera de joc, activen el pensament lògic i l'heurística, que apel·len a estratègies de resolució de problemes i recerca de solucions, tal com succeeix amb els puzles (Amstrong, T., 2009).
També, es constata l'existència de nombrosos videojocs educatius que aborden continguts científics, com el Spore, sobre les civilitzacions, el Kokori, per conèixer l'interior de les cèl·lules humanes, o l'Algodoo, sobre l'aprenentatge de la física, etc.
Pel que fa a la intel·ligència lingüística, els RPG (Role-Playing Game) o videojocs de rol es basen en el llenguatge tant oral com escrit i els elements narratius per conformar l'acció de joc, aportant a l'increment d'aquesta capacitat, de la mateixa manera succeeix amb els videojocs socials, ja que requereixen d'habilitats de comunicació per interactuar amb altres jugadors.

## Recursos per a la creació de jocs digitals
Avui en dia, els jocs comercials no compleixen les expectatives de la majoria dels docents. Així doncs, ja no cal saber programar per crear els nostres propis jocs educatius, els quals es poden fer servir a l'aula per practicar qualsevol matèria i adaptar-los a les característiques, capacitats o interessos que un determinat alumnat presenti a l'aula.
Per tant, aquests són alguns exemples de ferramentes, orientades al camp educatiu, per crear videojocs educatius:
- Cerebriti

Plataforma de jocs que, d'una banda, permet que els alumnes creïn els seus propis jocs educatius i, d'una altra banda, que juguin als creats per altres usuaris, com alumnes o professors, amb la finalitat de refermar coneixements.
- Gamefroot

Ferramenta especialment dissenyada per a l'educació amb la qual s'hi poden crear diversos videojocs directament en un navegador. Els jocs solen ser visualment atractius.
- GDevelop

Motor per crear qualsevol tipus de joc: plataformes, trencaclosques, shot'em up, estratègia, 8 bits, etc.
- Stencyl

Plataforma de creació de videojocs que permet als usuaris crear videojocs amb gràfics 2D per a computadores, dispositius mòbils i pàgines web.
- Construct2

Editor de jocs en 2D basat en HTML5, el qual permet una ràpida creació de jocs usant un entorn visual. A més, permet treballar el procés de concepció i disseny d'un videojoc.
- RPG Maker

Programa que permet als usuaris crear els seus propis videojocs de rol amb diferents entorns temàtics. Inclou un editor de mapes, un editor d'esdeveniments i un editor de base de dades.

## Posada a la pràctica
Hi ha nombrosos exemples de projectes que utilitzen avui dia aquesta tendència. Aquests són alguns dels més destacats:
- Universitat de Navarra utilitza la simulació E-Plant per realitzar un joc seriós en el qual els alumnes apliquen els continguts treballats a l'aula.
- Programa Nacional de Formació en Sistemes i Informàtica ha creat un videojoc educatiu com a suport de l'ensenyament de l'algorísmia per als seus estudiants.
- Projecte Great és una iniciativa internacional, en la qual participa la Associaçao Portuguesa de Gestores e Técnicos, que cerquen transferir metodologies innovadores a partir de l'aprenentatge basat en el joc.[48]
- Juegos Escolares Minecraft: Education Edition: ús del videojoc Minecraft Education Edition en aules. (video promocional)
- LISSA: ús d'un serious game dins d'un curs de formació de Reanimació Cardiopulmonar (LISSA Web).

Aquests són alguns dels projectes que utilitzen els videojocs per a la formació dels seus alumnes. Amb aquests exemples es pot observar que l'aprenentatge basat en el joc no només és una tendència destinada a aules d'Infantil i Primària sinó que és una tendència que cada cop està més introduïda en cicles superiors d'ensenyament.

## Investigacions realitzades
El projecte GAMBALOA (Game-Based Learning for Older Adults), presentat a la Conferència Europea sobre Aprenentatge Basat en Jocs de 2012, analitza com usar els jocs de manera efectiva amb alumnes adults. El seu objectiu principal és crear una xarxa temàtica i compartir bones pràctiques en el camp. S'estudien temes de motivació relacionats amb els adults i els jocs, les suposicions que es fan habitualment, i les diferències entre les motivacions dels adults i els nens. S'analitza també l'ús potencial dels jocs per a la salut, el benestar i lar rehabilitació i es presentem els resultats de la investigació sobre l'eficàcia dels jocs en aquest camp. També es considera l'ús de jocs de negocis (més habitual), i s'estudia el potencial del jocs d'entrenament cerebral per a involucrar i estimular als adults més grans. Finalment es fa una ressenya dels avantatges i inconvenients que s'han evidenciat en l'ús del GBL per a adults.
L'any 2007, mitjançant una iniciativa europarlamentària, el joc Imperium fou utilitzat en el Parlament Europeu per demostrar que els videojocs poder ser una eina eficaç d'ensenyament pels joves. Els nens que participaren en l'experiència van expressar que el que més els agradà del joc fou la descripció de les cases i la possibilitat de veure els ciutadans, com vivien i treballaven, i com es relacionaven. A més de poder aproximar-se a la religiositat de l'època romana. En el mateix any es va desenvolupar el projecte Aprendiendo entre videojuegos entre la Universitat d'Alcalà i Electrónics Arts. Aquest va formar part, a la vegada, del projecte Aprendinendo con los videojuegos comerciales, un puente entre ocio y educación en el qual es determinaren quines habilitats, associades amb el pensament i l'acció, es desenvolupen quan els nens entre 7 i 11 anys empren determinats videojocs a l'aula o en situacions de lleure, recolzats per adults.
Referent a l'ús dels videojocs com a base per a l'aprenentatge es troben aportacions com la de Pascual i Àvila "Aprendiendo con videojuegos. Jugar es pensar veces" on es descriu una proposta pràctica desenvolupada amb 30 videojocs, la seva utilització directa en l'aula, dades curriculars a tenir en compte com el desenvolupament de competències, àrees, etapes educatives i valors culturals. En aquest mateix sentit Lacasa presenta experiències realitzades amb l'ús dels videojocs (advergaming, serius games o abandonware) o els diferents aspectes formals, informals i no formals de l'educació que poden ser desenvolupats amb el joc.
L'informe “Videojuegos, educación y desarrollo infantil”, desenvolupat per la consultora Gfk per a AEVI, aporta dades com el fet que el 70% dels docents considera els videojocs com una eina útil en el procés educatiu.
Tot i que és cert que les investigacions dutes a terme en el camp de l'aprenentatge basat en jocs són abundants, molt pocs estudis tenen en consideració la importància de les teories de l'aprenentatge. Aquesta mancança es fa més palesa en les investigacions publicades a partir de l'any 2017. Segons les conclusions estretes en la revisió sistemàtica de Wu, Chiou, Kao, Alex Hu & Huang la majoria dels estudis publicats no estaven basats en les teories de l'aprenentatge. La importància d'aquest estudi resideix en el fet que facilita la comprensió de l'aprenentatge i a més també proporciona una visió útil per a futurs investigadors i docents.
En els darrers anys els estudis relacionats amb el GBL han augmentat a mesura que augmentaven les experiències d'ús en entorns educatius, el setembre de 2018 tingué lloc a Brussel·les el seminari "Evidence-based development of serious games for the educational sector", en el qual creadors de jocs, professors, especialistes i responsables en educació es reuniren per posar en comú les seves opinions sobre l'estat actual del progrés dels jocs educatius, els camins a prendre per a millorar el seu impacte en el context educacional i els reptes amb els quals s'enfronten. Es van debatre diferents temes exposant-se les investigacions més recents sobre el GBL, que inclogueren el desenvolupament de metodologies o els reptes legals, i es compartiren nombroses experiències sobre l'ús del serious games a l'aula. El seminari fou organitzat per tres entitats l'European Schoolnet (xarxa nascuda el 1997 formada per 31 Ministeris Europeus d'Educació -entre els quals es troba l'espanyol- i amb seu Brussel·les, que des de llur creació té com a objectiu promoure la innovació educativa a través de les tecnologies amb la col·laboració centres educatius, docents, investigadors, etc.), l'eConfidence (projecte iniciat el 2016 i finançat per la Unió Europea dintre del marc d'investigació i innovació d'Horitzó 2020 i orientat a l'anàlisi dels possibles beneficis dels jocs seriosos en el canvi de comportament i actitud d'alumnes adolescents davant de situacions de bullying i de l'ús segur d'internet en els adolescents) i el scientix Project (comunitat per a l'ensenyament de les ciències a Europa finançada per la Comissió Europea promou la col·laboració en l'àmbit europeu de STEM).